# Discocalyx ponapensis
Discocalyx ponapensis är en viveväxtart som beskrevs av Carl Christian Mez. Discocalyx ponapensis ingår i släktet Discocalyx och familjen viveväxter. Inga underarter finns listade i Catalogue of Life.